# Resolução 160 do Conselho de Segurança das Nações Unidas
Resolução 160 do Conselho de Segurança das Nações Unidas, foi aprovada em 7 de outubro de 1960, após análise do pedido da República Federal da Nigéria para ser membro da Organização das Nações Unidas, o Conselho recomendou à Assembleia Geral que a Nigéria deve ser admitido.
Foi aprovada por unanimidade.